# Onzième circonscription du Rhône
La onzième circonscription du Rhône est l'une des 14 circonscriptions législatives que compte le département français du Rhône (69), situé en région Auvergne-Rhône-Alpes.
Elle est représentée à l'Assemblée nationale, lors de la XVIIe législature de la Cinquième République, par Jean-Luc Fugit, député Renaissance (RE).

## Description géographique et démographique

### De 1973 à 1986
Créée en 1969, la onzième circonscription du Rhône  était composée de :
- canton de Saint-Symphorien-d'Ozon
- communes de Saint-Fons et Vénissieux.

### Depuis 1988
La onzième circonscription du Rhône est délimitée par le découpage électoral de la loi no 86-1197 du 24 novembre 1986, elle regroupe les divisions administratives suivantes :
- Canton de Condrieu
- Canton de Givors
- Canton de Mornant
- Canton de Saint-Symphorien-d'Ozon.

D'après le recensement général de la population en 1999, réalisé par l'Institut national de la statistique et des études économiques (Insee), la population de cette circonscription est estimée à 109 931 habitants,.

## Historique des députations
| Législature | Début de mandat | Fin de mandat  | Député               | Parti politique | Observations |
| ----------- | --------------- | -------------- | -------------------- | --------------- | --- |
| IXe         | 23 juin 1988    | 1er avril 1993 | Gabriel Montcharmont | PS              | Maire de Condrieu (1983-2008). |
| Xe          | 2 avril 1993    | 21 avril 1997  | Jean-Claude Bahu     | RPR             | Conseiller général (1985-1998) du canton de Givors et conseiller municipal de Givors. Mandat écourté à la suite d'une dissolution parlementaire décidée par Jacques Chirac. |
| XIe         | 12 juin 1997    | 18 juin 2002   | Gabriel Montcharmont | PS              | Maire de Condrieu (1983-2008). |
| XIIe        | 19 juin 2002    | 19 juin 2007   | Georges Fenech       | UMP             | |
| XIIIe       | 20 juin 2007    | 19 juin 2012   | Raymond Durand       | NC              | Suppléant de Georges Fenech, élu pour lui succéder à l'occasion d'une élection partielle en 2008 suite à l'invalidation de l'élection de celui-ci par le Conseil constitutionnel. Maire de Chaponnay (1989-2025) et conseiller général (1994-2015) du canton de Saint-Symphorien-d'Ozon. |
| XIVe        | 20 juin 2012    | 20 juin 2017   | Georges Fenech       | UMP             | Conseiller municipal de Givors (2008-2013). |
| XVe         | 21 juin 2017    | 21 juin 2022   | Jean-Luc Fugit       | LREM            | |
| XVIe        | 22 juin 2022    | 9 juin 2024    | Jean-Luc Fugit       | RE              | Mandat écourté à la suite d'une dissolution parlementaire décidée par Emmanuel Macron. |
| XVIIe       | 8 juillet 2024  | En cours       | Jean-Luc Fugit       | RE              | |

## Historique des élections

### Élections de 1973
| Candidat       | Candidat         | Parti          | Premier tour | Premier tour | Second tour | Second tour |  |
| Candidat       | Candidat         | Parti          | Voix         | %            | Voix        | %           |  |
| -------------- | ---------------- | -------------- | ------------ | ------------ | ----------- | ----------- |  |
|                | Marcel Houël élu | PCF            | 18 118       | 36,72        | 28 899      | 63,05       |  |
|                | Franck Serusclat | PS (UGSD)      | 13 917       | 28,21        | Retrait     | Retrait     |  |
|                | Yves Barois      | UDR (URP)      | 9 549        | 19,35        | 16 934      | 36,95       |  |
|                | Yves Marceau     | Rad (MR)       | 5 312        | 10,77        |             |             |  |
|                | Claude Colin     | PSU            | 1 467        | 2,97         |             |             |  |
|                | Aline Méchin     | LO             | 978          | 1,98         |             |             |  |
|                |                  |                |              |              |             |             |  |
| Inscrits       | Inscrits         | Inscrits       | 61 279       | 100,00       | 61 276      | 100,00      |  |
| Abstentions    | Abstentions      | Abstentions    | 11 007       | 17,96        | 12 578      | 20,53       |  |
| Votants        | Votants          | Votants        | 50 272       | 82,04        | 48 698      | 79,47       |  |
| Blancs et nuls | Blancs et nuls   | Blancs et nuls | 931          | 1,85         | 2 865       | 5,88        |  |
| Exprimés       | Exprimés         | Exprimés       | 49 341       | 98,15        | 45 833      | 94,12       |  |

Le suppléant de Marcel Houël était Georges Fraison, outilleur mouliste.

### Élections de 1978
| Candidat       | Candidat                   | Parti             | Premier tour | Premier tour | Second tour | Second tour |  |
| Candidat       | Candidat                   | Parti             | Voix         | %            | Voix        | %           |  |
| -------------- | -------------------------- | ----------------- | ------------ | ------------ | ----------- | ----------- |  |
|                | Marcel Houël sortant réélu | PCF               | 23 280       | 36,05        | 39 553      | 63,13       |  |
|                | Louis Gireau               | PS                | 18 169       | 28,14        | Retrait     | Retrait     |  |
|                | Claude Debray              | RPR               | 10 454       | 16,19        | 23 099      | 36,87       |  |
|                | Michel Charbonnier         | UDF (PR)          | 7 220        | 11,18        |             |             |  |
|                | Michel Briançon            | PSU (FA)          | 2 005        | 3,1          |             |             |  |
|                | Alain Martinez             | Divers droite     | 1 168        | 1,81         |             |             |  |
|                | Emmanuel Hernandez         | PSD               | 803          | 1,24         |             |             |  |
|                | Daniel Lioubowny           | LO                | 666          | 1,03         |             |             |  |
|                | Christiane Sadet           | LCR               | 420          | 0,865        |             |             |  |
|                | Henri Abrial               | UOPDP             | 213          | 0,33         |             |             |  |
|                | Roger Travia               | Divers écologiste | 176          | 0,27         |             |             |  |
|                |                            |                   |              |              |             |             |  |
| Inscrits       | Inscrits                   | Inscrits          | 79 834       | 100,00       | 80 322      | 100,00      |  |
| Abstentions    | Abstentions                | Abstentions       | 13 787       | 17,27        | 14 971      | 18,64       |  |
| Votants        | Votants                    | Votants           | 66 047       | 82,73        | 65 351      | 81,36       |  |
| Blancs et nuls | Blancs et nuls             | Blancs et nuls    | 1 473        | 2,23         | 2 699       | 4,13        |  |
| Exprimés       | Exprimés                   | Exprimés          | 64 574       | 97,77        | 62 652      | 95,87       |  |

La suppléante de Marcel Houël était Madeleine Alloisio, ancienne comptable chez Berliet, maire adjointe de Saint-Priest.

### Élections de 1981
| Candidat       | Candidat                  | Parti          | Premier tour | Premier tour | Second tour | Second tour |  |
| Candidat       | Candidat                  | Parti          | Voix         | %            | Voix        | %           |  |
| -------------- | ------------------------- | -------------- | ------------ | ------------ | ----------- | ----------- |  |
|                | Marie-Josèphe Sublet élue | PS             | 21 561       | 39,22        | 38 665      | 70,91       |  |
|                | Marcel Houël sortant      | PCF            | 17 766       | 32,31        | Retrait     | Retrait     |  |
|                | Claude Debray             | RPR (UNM)      | 12 749       | 23,19        | 15 859      | 29,09       |  |
|                | Danièle Galvain           | MÉP            | 1 838        | 3,34         |             |             |  |
|                | Jacques Lacaille          | LO             | 549          | 1,00         |             |             |  |
|                | Élisabeth Meynand         | Divers gauche  | 275          | 0,50         |             |             |  |
|                | Alain Martinez            | Divers gauche  | 243          | 0,44         |             |             |  |
|                |                           |                |              |              |             |             |  |
| Inscrits       | Inscrits                  | Inscrits       | 86 694       | 100,00       | 86 694      | 100,00      |  |
| Abstentions    | Abstentions               | Abstentions    | 31 047       | 35,81        | 30 550      | 35,24       |  |
| Votants        | Votants                   | Votants        | 55 647       | 64,19        | 56 144      | 64,76       |  |
| Blancs et nuls | Blancs et nuls            | Blancs et nuls | 666          | 1,2          | 1 620       | 2,89        |  |
| Exprimés       | Exprimés                  | Exprimés       | 54 981       | 98,8         | 54 524      | 97,11       |  |

Le suppléant de Marie-Josèphe Sublet était Claude Dilas, directeur commercial au chômage, adjoint au maire de Vénissieux.

### Élections de 1988
| Candidat       | Candidat                 | Parti          | Premier tour | Premier tour | Second tour | Second tour |  |
| Candidat       | Candidat                 | Parti          | Voix         | %            | Voix        | %           |  |
| -------------- | ------------------------ | -------------- | ------------ | ------------ | ----------- | ----------- |  |
|                | Gabriel Montcharmont élu | PS             | 12 582       | 32,62        | 21 374      | 51,89       |  |
|                | Jean-Claude Bahu         | RPR (URC)      | 10 921       | 28,32        | 19 819      | 48,11       |  |
|                | Camille Vallin           | PCF            | 6 197        | 16,07        |             |             |  |
|                | Franck Levasseur         | FN             | 4 861        | 12,6         |             |             |  |
|                | Alfred Gerin             | UDF (CDS)      | 4 007        | 10,39        |             |             |  |
|                |                          |                |              |              |             |             |  |
| Inscrits       | Inscrits                 | Inscrits       | 60 969       | 100,00       | 60 965      | 100,00      |  |
| Abstentions    | Abstentions              | Abstentions    | 21 848       | 35,83        | 18 804      | 30,84       |  |
| Votants        | Votants                  | Votants        | 39 121       | 64,17        | 42 161      | 69,16       |  |
| Blancs et nuls | Blancs et nuls           | Blancs et nuls | 553          | 1,41         | 968         | 2,3         |  |
| Exprimés       | Exprimés                 | Exprimés       | 38 568       | 98,59        | 41 193      | 97,7        |  |

Le suppléant de Gabriel Montcharmont était Gérard Lindeperg, conseiller en formation continue.

### Élections de 1993
| Candidat       | Candidat                     | Parti          | Premier tour | Premier tour | Second tour | Second tour |  |
| Candidat       | Candidat                     | Parti          | Voix         | %            | Voix        | %           |  |
| -------------- | ---------------------------- | -------------- | ------------ | ------------ | ----------- | ----------- |  |
|                | Jean-Claude Bahu élu         | RPR (UPF)      | 16 583       | 38,49        | 21 425      | 68,58       |  |
|                | Armelle Benoiston            | FN             | 7 750        | 17,99        | 9 815       | 31,42       |  |
|                | Gabriel Montcharmont sortant | PS (ADFP)      | 7 275        | 16,88        |             |             |  |
|                | André Martin                 | GÉ (EÉ)        | 5 348        | 12,41        |             |             |  |
|                | Martial Passi                | PCF            | 4 959        | 11,51        |             |             |  |
|                | Jean-Marc Barreau            | LO             | 1 023        | 2,37         |             |             |  |
|                | Gilles Bernin                | LT-LNÉ         | 150          | 0,35         |             |             |  |
|                |                              |                |              |              |             |             |  |
| Inscrits       | Inscrits                     | Inscrits       | 65 417       | 100,00       | 65 416      | 100,00      |  |
| Abstentions    | Abstentions                  | Abstentions    | 20 050       | 30,65        | 26 646      | 40,73       |  |
| Votants        | Votants                      | Votants        | 45 367       | 69,35        | 38 770      | 59,27       |  |
| Blancs et nuls | Blancs et nuls               | Blancs et nuls | 2 279        | 5,02         | 7 530       | 19,42       |  |
| Exprimés       | Exprimés                     | Exprimés       | 43 088       | 94,98        | 31 240      | 80,58       |  |

Le suppléant de Jean-Claude Bahu était Raymond Durand, UDF, maire de Chaponnay.

### Élections de 1997
| Candidat       | Candidat                 | Parti          | Premier tour | Premier tour | Second tour | Second tour |  |
| Candidat       | Candidat                 | Parti          | Voix         | %            | Voix        | %           |  |
| -------------- | ------------------------ | -------------- | ------------ | ------------ | ----------- | ----------- |  |
|                | Jean-Claude Bahu sortant | RPR            | 12 214       | 27,34        | 19 887      | 41,10       |  |
|                | Gabriel Montcharmont élu | PS             | 10 645       | 23,83        | 20 869      | 43,13       |  |
|                | Patrick Deveyle          | FN             | 9 971        | 22,32        | 7 628       | 15,77       |  |
|                | Martial Passi            | PCF            | 4 532        | 10,14        |             |             |  |
|                | Thierry Girardot         | Les Verts      | 1 787        | 4,00         |             |             |  |
|                | Jean-Claude Caira        | GÉ             | 1 695        | 3,79         |             |             |  |
|                | Jean-Marc Barreau        | LO             | 1 531        | 3,43         |             |             |  |
|                | Denis Ribeyre            | MPF (LDI)      | 1 246        | 2,79         |             |             |  |
|                | Christiane Bert          | LCR            | 621          | 1,39         |             |             |  |
|                | Laurence Vallon          | Extrême droite | 433          | 0,97         |             |             |  |
|                |                          |                |              |              |             |             |  |
| Inscrits       | Inscrits                 | Inscrits       | 67 663       | 100,00       | 67 662      | 100,00      |  |
| Abstentions    | Abstentions              | Abstentions    | 20 832       | 30,79        | 17 681      | 26,13       |  |
| Votants        | Votants                  | Votants        | 46 831       | 69,21        | 49 981      | 73,87       |  |
| Blancs et nuls | Blancs et nuls           | Blancs et nuls | 2 156        | 4,6          | 1 597       | 3,2         |  |
| Exprimés       | Exprimés                 | Exprimés       | 44 675       | 95,4         | 48 384      | 96,8        |  |

Le suppléant de Gabriel Montcharmont était Guy Palluy, agriculteur, maire de Mornant.

### Élections de 2002
| Candidat       | Candidat                     | Parti            | Premier tour | Premier tour | Second tour | Second tour |  |
| Candidat       | Candidat                     | Parti            | Voix         | %            | Voix        | %           |  |
| -------------- | ---------------------------- | ---------------- | ------------ | ------------ | ----------- | ----------- |  |
|                | Gabriel Montcharmont sortant | PS (PCF, PRG)    | 15 009       | 31,83        | 19 878      | 48,02       |  |
|                | Georges Fenech élu           | UMP              | 9 870        | 20,93        | 21 518      | 51,98       |  |
|                | Yann-Yves Lussiaud           | FN               | 7 198        | 15,26        |             |             |  |
|                | Raymond Durand               | UDF              | 7 108        | 15,07        |             |             |  |
|                | Roger Fréty                  | DL               | 3 499        | 7,42         |             |             |  |
|                | Christian Castro             | LCR              | 652          | 1,38         |             |             |  |
|                | Marie-Louise Ledda           | LT-LNÉ           | 647          | 1,37         |             |             |  |
|                | René Lafond                  | Divers droite    | 631          | 1,34         |             |             |  |
|                | Mohamed Benoui               | Pôle républicain | 616          | 1,31         |             |             |  |
|                | Jean-Marc Barreau            | LO               | 501          | 1,06         |             |             |  |
|                | Antoine Sigler               | MÉI              | 362          | 0,77         |             |             |  |
|                | Noël Mouroz                  | MNR              | 362          | 0,77         |             |             |  |
|                | Gilles Gallo                 | Divers gauche    | 331          | 0,70         |             |             |  |
|                | Jean-Claude Caira            | GÉ               | 294          | 0,62         |             |             |  |
|                | Yvan Bachaud                 | Divers           | 81           | 0,17         |             |             |  |
|                |                              |                  |              |              |             |             |  |
| Inscrits       | Inscrits                     | Inscrits         | 73 201       | 100,00       | 73 208      | 100,00      |  |
| Abstentions    | Abstentions                  | Abstentions      | 25 261       | 34,51        | 29 945      | 40,9        |  |
| Votants        | Votants                      | Votants          | 47 940       | 65,49        | 43 263      | 59,1        |  |
| Blancs et nuls | Blancs et nuls               | Blancs et nuls   | 779          | 1,62         | 1 867       | 4,32        |  |
| Exprimés       | Exprimés                     | Exprimés         | 47 161       | 98,38        | 41 396      | 95,68       |  |

La suppléante de Georges Fenech était Christiane Jury, maire d'Échalas.

### Élections de 2007
| Candidat       | Candidat                     | Parti          | Premier tour | Premier tour | Second tour | Second tour |  |
| Candidat       | Candidat                     | Parti          | Voix         | %            | Voix        | %           |  |
| -------------- | ---------------------------- | -------------- | ------------ | ------------ | ----------- | ----------- |  |
|                | Georges Fenech sortant réélu | UMP            | 23 056       | 48,09        | 25 843      | 56,54       |  |
|                | Jean-François Gagneur        | PS             | 11 334       | 23,64        | 19 865      | 43,46       |  |
|                | Blandine Martin              | UDF–MoDem      | 4 622        | 9,64         |             |             |  |
|                | Anne-Marie Perret            | FN             | 2 465        | 5,14         |             |             |  |
|                | Roger Fréty                  | Les Verts      | 2 107        | 4,39         |             |             |  |
|                | Christian Castro             | LCR            | 1 690        | 3,52         |             |             |  |
|                | Sylvie Manchon               | MPF            | 676          | 1,41         |             |             |  |
|                | Marie-Louise Ledda           | LT-LNÉ         | 575          | 1,2          |             |             |  |
|                | Jean Barreau                 | LO             | 526          | 1,1          |             |             |  |
|                | Jean-Pierre Lévêque          | Divers         | 492          | 1,03         |             |             |  |
|                | Marcelle Marie               | MNR            | 401          | 0,84         |             |             |  |
|                | Ramzi Boughanmi              | Divers         | 1            | 0            |             |             |  |
|                |                              |                |              |              |             |             |  |
| Inscrits       | Inscrits                     | Inscrits       | 80 135       | 100,00       | 80 136      | 100,00      |  |
| Abstentions    | Abstentions                  | Abstentions    | 31 457       | 39,26        | 33 208      | 41,44       |  |
| Votants        | Votants                      | Votants        | 48 678       | 60,74        | 46 928      | 58,56       |  |
| Blancs et nuls | Blancs et nuls               | Blancs et nuls | 733          | 1,51         | 1 220       | 2,6         |  |
| Exprimés       | Exprimés                     | Exprimés       | 47 945       | 98,49        | 45 708      | 97,4        |  |

### Élection partielle de 2008
Une élection législative partielle est organisée les 25 mars et 1er juin 2008 à la suite de l'invalidation par le Conseil constitutionnel de l'élection de Georges Fenech en raison d'infractions au droit électoral liées à ses comptes de campagne.
| Candidat       | Candidat              | Parti          | Premier tour | Premier tour | Second tour | Second tour |  |
| Candidat       | Candidat              | Parti          | Voix         | %            | Voix        | %           |  |
| -------------- | --------------------- | -------------- | ------------ | ------------ | ----------- | ----------- |  |
|                | Raymond Durand élu    | NC             | 8 932        | 41,78        | 11 673      | 51,36       |  |
|                | Jean-François Gagneur | PS             | 4 979        | 23,29        | 11 053      | 48,64       |  |
|                | Martial Passi         | PCF            | 3 275        | 15,32        |             |             |  |
|                | Roger Fréty           | Les Verts      | 1 336        | 6,25         |             |             |  |
|                | Blandine Martin       | MoDem          | 1 088        | 5,09         |             |             |  |
|                | Olivier Ramos         | FN             | 863          | 4,04         |             |             |  |
|                | Christian Castro      | LCR            | 709          | 3,32         |             |             |  |
|                | Yves-Jean Quintin     | PRG            | 102          | 0,48         |             |             |  |
|                | Simon Archipenko      | Divers         | 96           | 0,45         |             |             |  |
|                |                       |                |              |              |             |             |  |
| Inscrits       | Inscrits              | Inscrits       | 80 530       | 100,00       | 80 529      | 100,00      |  |
| Abstentions    | Abstentions           | Abstentions    | 58 765       | 72,97        | 57 174      | 71          |  |
| Votants        | Votants               | Votants        | 21 765       | 27,03        | 23 355      | 29          |  |
| Blancs et nuls | Blancs et nuls        | Blancs et nuls | 385          | 1,77         | 629         | 2,69        |  |
| Exprimés       | Exprimés              | Exprimés       | 21 380       | 98,23        | 22 726      | 97,31       |  |

### Élections de 2012
| Candidat       | Candidat               | Parti          | Premier tour | Premier tour | Second tour | Second tour |  |
| Candidat       | Candidat               | Parti          | Voix         | %            | Voix        | %           |  |
| -------------- | ---------------------- | -------------- | ------------ | ------------ | ----------- | ----------- |  |
|                | Georges Fenech élu     | UMP            | 14 726       | 29,28        | 22 494      | 65,02       |  |
|                | Agnès Henry            | FN (RBM)       | 9 475        | 18,84        | 12 104      | 34,98       |  |
|                | France Gamerre         | GÉ (PRG, PS)   | 9 031        | 17,96        |             |             |  |
|                | Guy Palluy             | diss. PS       | 6 080        | 12,09        |             |             |  |
|                | René Balme             | PG (FG) (PCF)  | 4 151        | 8,25         |             |             |  |
|                | Raymond Durand sortant | NC             | 3 964        | 7,88         |             |             |  |
|                | Jean-Charles Kohlhaas  | EÉLV (MÉI)     | 1 923        | 3,82         |             |             |  |
|                | Marie-Louise Ledda     | LT-LNÉ         | 370          | 0,74         |             |             |  |
|                | Olivier Minoux         | LO             | 221          | 0,44         |             |             |  |
|                | Christian Castro       | NPA            | 194          | 0,39         |             |             |  |
|                | Pierre Laurent         | AÉI            | 149          | 0,30         |             |             |  |
|                | Yvan Bachaud           | RIC            | 5            | 0,01         |             |             |  |
|                |                        |                |              |              |             |             |  |
| Inscrits       | Inscrits               | Inscrits       | 85 531       | 100,00       | 85 515      | 100,00      |  |
| Abstentions    | Abstentions            | Abstentions    | 34 724       | 40,6         | 44 268      | 51,77       |  |
| Votants        | Votants                | Votants        | 50 807       | 59,4         | 41 247      | 48,23       |  |
| Blancs et nuls | Blancs et nuls         | Blancs et nuls | 518          | 1,02         | 6 649       | 16,12       |  |
| Exprimés       | Exprimés               | Exprimés       | 50 289       | 98,98        | 34 598      | 83,88       |  |

### Élections de 2017
Les élections législatives françaises de 2017 ont eu lieu les dimanches 11 et 18 juin 2017.
Député sortant : Georges Fenech (Les Républicains).
|                                                                      |                                                                                         |                           |                           |                          |                          |
|                                                                      |                                                                                         | Premier tour 11 juin 2017 | Premier tour 11 juin 2017 | Second tour 18 juin 2017 | Second tour 18 juin 2017 |
|                                                                      |                                                                                         |                           |                           |                          |                          |
|                                                                      |                                                                                         | Nombre                    | % des inscrits            | Nombre                   | % des inscrits           |
| Inscrits                                                             | Inscrits                                                                                | 92 522                    | 100,00                    | 92 513                   | 100,00                   |
| Abstentions                                                          | Abstentions                                                                             | 47 452                    | 51,29                     | 53 946                   | 58,31                    |
| Votants                                                              | Votants                                                                                 | 45 070                    | 48,71                     | 38 567                   | 41,69                    |
|                                                                      |                                                                                         |                           | % des votants             |                          | % des votants            |
| Bulletins blancs                                                     | Bulletins blancs                                                                        | 504                       | 1,12                      | 2 407                    | 6,24                     |
| Bulletins nuls                                                       | Bulletins nuls                                                                          | 119                       | 0,26                      | 1 086                    | 2,82                     |
| Suffrages exprimés                                                   | Suffrages exprimés                                                                      | 44 447                    | 98,62                     | 35 074                   | 90,94                    |
|                                                                      |                                                                                         |                           |                           |                          |                          |
| Candidat Étiquette politique (partis et alliances)                   | Candidat Étiquette politique (partis et alliances)                                      | Voix                      | % des exprimés            | Voix                     | % des exprimés           |
|                                                                      |                                                                                         |                           |                           |                          |                          |
|                                                                      | Jean-Luc Fugit La République en marche                                                  | 17 422                    | 39,20                     | 19 190                   | 54,71                    |
|                                                                      | Georges Fenech (député sortant) Les Républicains (Union des démocrates et indépendants) | 9 182                     | 20,66                     | 15 884                   | 45,29                    |
|                                                                      | Antoine Melliès Front national                                                          | 6 511                     | 14,65                     |                          |                          |
|                                                                      | Christine Valentin La France insoumise                                                  | 4 771                     | 10,73                     |                          |                          |
|                                                                      | Jérôme Bub Europe Écologie Les Verts                                                    | 1 707                     | 3,84                      |                          |                          |
|                                                                      | Jules Joassard Parti socialiste                                                         | 1 470                     | 3,31                      |                          |                          |
|                                                                      | Raymond Combaz Parti communiste français                                                | 1 240                     | 2,79                      |                          |                          |
|                                                                      | Philippe Badoil Debout la France                                                        | 701                       | 1,58                      |                          |                          |
|                                                                      | Laurent Negro Écologiste (Confédération pour l'homme, l'animal et la planète)           | 326                       | 0,73                      |                          |                          |
|                                                                      | Jean-Matthieu Delacourt Divers droite (577-Les Indépendants)                            | 292                       | 0,66                      |                          |                          |
|                                                                      | Olivier Minoux Lutte ouvrière                                                           | 253                       | 0,57                      |                          |                          |
|                                                                      | Jacky Copede Extrême droite (Comités Jeanne)                                            | 246                       | 0,55                      |                          |                          |
|                                                                      | Gaëlle Bouvier Divers (Union populaire républicaine)                                    | 222                       | 0,50                      |                          |                          |
|                                                                      | Yusuf Dagli Divers (Parti égalité et justice)                                           | 64                        | 0,14                      |                          |                          |
|                                                                      | David Amsellem Divers gauche (Parti du vote blanc)                                      | 34                        | 0,08                      |                          |                          |
|                                                                      | Dauphine Urvoy Divers droite                                                            | 4                         | 0,01                      |                          |                          |
|                                                                      | Yvan Bachaud Divers                                                                     | 2                         | 0,00                      |                          |                          |
| Source : Ministère de l'Intérieur - Onzième circonscription du Rhône |                                                                                         |                           |                           |                          |                          |

### Élections de 2022
| Résultats des élections législatives des 12 et 19 juin 2022 de la 11e circonscription du Rhône |                          |                          |                          |              |              |             |             |
| Candidat                                                                                       | Candidat                 | Parti et coalition       | Nuance                   | Premier tour | Premier tour | Second tour | Second tour |
| Candidat                                                                                       | Candidat                 | Parti et coalition       | Nuance                   | Voix         | %            | Voix        | %           |
|                                                                                                | Jean-Luc Fugit           | LREM (ENS)               | ENS                      | 14 112       | 30,55        | 25 864      | 64,09       |
|                                                                                                | Abdel Yousfi             | PCF (NUPES)              | NUP                      | 9 979        | 21,60        | 14 489      | 35,91       |
|                                                                                                | Michel Dulac             | RN                       | RN                       | 9 271        | 20,07        |             |             |
|                                                                                                | Paul Vidal               | LR (UDC)                 | LR                       | 6 993        | 15,14        |             |             |
|                                                                                                | Charles Ascarino         | REC                      | REC                      | 2 148        | 4,65         |             |             |
|                                                                                                | Sophie Spennato          | EAC                      | ECO                      | 1 552        | 3,36         |             |             |
|                                                                                                | Pierre-Henri Communal    | DLF (UPF)                | DSV                      | 596          | 1,29         |             |             |
|                                                                                                | Alexis Martinon          | PA                       | ECO                      | 413          | 0,89         |             |             |
|                                                                                                | Christophe Chirat        | SE                       | DIV                      | 404          | 0,87         |             |             |
|                                                                                                | Isabelle Browning        | LO                       | DXG                      | 395          | 0,86         |             |             |
|                                                                                                | Moshen Allali            | UDMF                     | DVG                      | 246          | 0,53         |             |             |
|                                                                                                | Aude Rossolini           |                          | DVD                      | 83           | 0,18         |             |             |
| Votes valides                                                                                  | Votes valides            | Votes valides            | Votes valides            | 46 192       | 98,34        | 40 353      | 91,78       |
| Votes blancs                                                                                   | Votes blancs             | Votes blancs             | Votes blancs             | 607          | 1,29         | 2 691       | 6,12        |
| Votes nuls                                                                                     | Votes nuls               | Votes nuls               | Votes nuls               | 172          | 0,37         | 921         | 2,09        |
| Total                                                                                          | Total                    | Total                    | Total                    | 46 971       | 100          | 43 965      | 100         |
| Abstention                                                                                     | Abstention               | Abstention               | Abstention               | 49 605       | 51,36        | 52 632      | 54,49       |
| Inscrits / participation                                                                       | Inscrits / participation | Inscrits / participation | Inscrits / participation | 96 576       | 48,64        | 96 597      | 45,51       |

### Elections de 2024
| Candidat       | Candidat                   | Parti          | Premier tour | Premier tour | Second tour | Second tour |  |
| Candidat       | Candidat                   | Parti          | Voix         | %            | Voix        | %           |  |
| -------------- | -------------------------- | -------------- | ------------ | ------------ | ----------- | ----------- |  |
|                | Jean-Luc Fugit sortant     | RE (ENS)       | 18 564       | 26,93 %      | 38 214      | 56,80 %     |  |
|                | Alexandre Humbert Dupalais | RAD (RN)       | 25 371       | 36,81 %      | 29 069      | 43,20 %     |  |
|                | Abdel Yousfi               | PCF (NFP)      | 15 765       | 22,87 %      | retrait     | retrait     |  |
|                | Cindy Ferro                | LR             | 6 707        | 9,73 %       |             |             |  |
|                | Sophie Spennato            | AÉI            | 1 974        | 2,86 %       |             |             |  |
|                | Isabelle Browning          | LO             | 550          | 0,80 %       |             |             |  |
|                |                            |                |              |              |             |             |  |
| Inscrits       | Inscrits                   | Inscrits       | 98 020       | 100,00       | 98 040      | 100,00      |  |
| Abstentions    | Abstentions                | Abstentions    | 27 583       | 28,14        | 27 754      | 28,31       |  |
| Votants        | Votants                    | Votants        | 70 437       | 71,86        | 70 286      | 71,69       |  |
| Blancs et nuls | Blancs et nuls             | Blancs et nuls | 1 505        | 2,14         | 3 003       | 4,27        |  |
| Exprimés       | Exprimés                   | Exprimés       | 68 932       | 97,86        | 67 283      | 95,73       |  |

#### Département du Rhône
- La fiche de l'INSEE de cette circonscription : « Tableaux et Analyses de la onzième circonscription du Rhône », sur insee.fr, site de l'Institut national de la statistique et des études économiques (consulté le 10 juin 2007) [PDF]

- « Tous les députés du département du Rhône depuis 1789 », sur assemblee-nationale.fr, site de l'Assemblée nationale française (consulté le 10 juin 2007)

- « Informations contentieuses sur le département du Rhône (Élections législatives de 2002) »(Archive.org • Wikiwix • Archive.is • Google • Que faire ?), sur conseil-constitutionnel.fr, site du Conseil constitutionnel (consulté le 13 juin 2007)

| références=
- « Législatives 2022 : les candidatures à Lyon et dans le Rhône », Rue89,‎ 24 mars 2022 (lire en ligne).
- « Législatives : la liste des candidats investis par les Républicains dans le Rhône », LyonMag,‎ 28 octobre 2021 (lire en ligne).
- Loris Lacroix, « Législatives 2022 : à Lyon, les communistes tendent la main aux autres formations de gauche », Lyon Capitale,‎ 28 mars 2022 (lire en ligne).
- Damien Lepetitgaland, « Reconquête ! présente officiellement ses 14 candidats dans le Rhône », Le Progrès,‎ 6 mai 2022 (lire en ligne).
- « Candidats du Parti animaliste pour les élections législatives 2022 », sur Site officiel du Parti animaliste (consulté le 28 mars 2022).

#### Circonscriptions en France
- « Carte des circonscriptions législatives en France », sur assemblee-nationale.fr, site de l'Assemblée nationale française (consulté le 10 juin 2007)

- « Résultats électoraux officiels en France »(Archive.org • Wikiwix • Archive.is • Google • Que faire ?), sur interieur.gouv.fr, site du ministère de l'Intérieur (France) (consulté le 13 juin 2007)

- Description et Atlas des circonscriptions électorales de France sur http://www.atlaspol.com, Atlaspol, site de cartographie géopolitique, consulté le 13 juin 2007.